# 氟化氢铵
氟化氫銨是一種具有腐蝕性的化學物質，分子式為NH4HF2，溶於水为強酸，可以溶解玻璃，微溶于醇，极易溶于冷水，而且非常容易潮解。

## 用途
氟化氫銨可用於玻璃的蝕刻、防腐剂、消毒剂、硅素钢板的表面处理剂，还用于制造陶瓷和镁合金。